# يوسف صاحب الطابع
يوسف صاحب الطابع ويكنى بـأبي المحاسن أصله من البغدان، ولد حوالي 1765 وتوفي يوم 23 جانفي 1815، سياسي تونسي هو الرجل القوي في عهد حمودة باشا.

## أصوله
جلب صغيرا من موطنه إلى إستانبول وهناك اشتراه بكار الجلولي قايد صفاقس وجلبه معه إلى صفاقس ليعيش في عائلة الجلولي، وتعلم اللغة العربية وأخلاق البلاد وعاداتها، ثم في عام 1781 وهبه صاحبه إلى حمودة باشا ولما يزل وليا للعهد، فسماه في خطة صاحب طابع عام 1782، وهو الذي أعطى لهذه الخطة الشأن الذي أصبحت عليه.

## الرجل القوي
ما إن توفي الوزير الأول مصطفى خوجة، حتى سمي يوسف صاحب الطابع مكانه حاملا لقب الوزير الأول، وكان بهذه الصفة يتولى شؤون الوزارة ويجري المفاوضات مع الدول الأخرى، وكانت نصائحه تجد القبول لدى الباي. وبالنسبة لرؤيته للسياسة الخارجية، فقد كان يميل إلى مبدأ معاملة قناصل الدول الأخرى على قدم المساواة، وهو لم يكن يرضي فرنسا. وحتى قبل أن يتولى الوزارة الأولى، فقد أثر على الباي عام 1794 من أجل أن يحارب علي برغل حاكم طرابلس انتصارا للعائلة القرمانلية. وعندما توفي حمودة باشا كان يوسف صاحب الطابع أقوى شخصية سياسية في البلاد، وقد سعى لتولية عثمان باي، بما اثار حقد محمود باي ، إلا أن عثمان باي لم يستمر في حكمه إلا شهران وبضعة أيام، وعندما تولى محمود باي أقر يوسف صاحب الطابع في منصبه. إلا أن الدسائس ما فتئت أن ظهرت لتؤدي في الأخير إلى مقتل يوسف صاحب الطابع في قصر الباي بباردو، ورميت جثته ليمثل بها من قبل بعض العوام.

## رجل الأعمال
إلى جانب دوره السياسي، كان يوسف صاحب الطابع أهم تاجر في البلاد، وكان ماسكا بالعديد من الأنشطة الاقتصادية، وسيطر على التوريد والتصدير، وألغى بيع السلم، كما كان يراقب تجارة المواد الحرفية وخاصة الموجهة لصناعة الشاشية. وقد أقام في حي الحلفاوين مركبا دينيا يتكون من جامع ومدرسة وتربة وكتاب وحمام.

## إشارات مرجعية
1. ↑  خير الدين الزركلي (2002)، الأعلام: قاموس تراجم لأشهر الرجال والنساء من العرب والمستعربين والمستشرقين (ط. 15)، بيروت: دار العلم للملايين، ج. 8، ص. 230، OCLC:1127653771، QID:Q113504685
2. ↑  رشاد الإمام، سياسة حمودة باشا في تونس 1782-1814، منشورات الجامعة التونسية، تونس 1980، ص 113
3. ↑  المصدر نفسه، ص 114-115
4. ↑  المصدر نفسه، ص 123
5. ↑  المصدر نفسه، ص 125

| سبقه مصطفى خوجة | وزير أول (تونس) 1800 -1815 | تبعه محمد العربي زروق خزندار |